# Parkwood Entertainment
Parkwood Entertainment é uma empresa americana de gestão, produção, entretenimento e gravadora fundada em 2010 pela cantora e atriz norte-americana Beyoncé Knowles. A empresa começou como uma unidade de produção de filmes e vídeos em 2008. Possui escritórios localizados em Nova York e Los Angeles. Seus envolvimentos incluem produtos para produção musical, filmes e especiais de televisão relacionados a Beyoncé.

## História
A Parkwood Entertainment foi fundada em 2010 como uma unidade de produção de vídeos e filmes da cantora, atriz, produtora e diretora americana Beyoncé. Ela recebeu o mesmo nome de uma rua onde a cantora já morou, localizada em Houston, Texas. A primeira produção realizada pela Parkwood Entertainment foi a cinebiografia musical Cadillac Records (2008), onde Beyoncé estrelou e co-produziu. Em 2009, ela estrelou e produziu o thriller Obsessed. Durante uma exibição privada realizada na School of Visual Arts Theatre de Nova York após o lançamento de seu quinto álbum de estúdio autointitulado, Beyoncé discutiu brevemente sua decisão de fundar a Parkwood Entertainment na frente de seus fãs e da imprensa, dizendo: 
"Abri minha própria empresa quando decidi me gerenciar. Era muito importante que eu não fosse para uma grande empresa de gestão, senti que queria seguir os passos de Madonna de ser uma potência e ter meu próprio império, e mostrar a outras mulheres que quando você chega a este ponto em sua carreira você não precisa assinar com outra pessoa e compartilhar seu dinheiro e seu sucesso – você faz isso sozinha." 
Em dezembro de 2013, a Parkwood Entertainment lançou o quinto álbum visual autointitulado de Beyoncé. O lançamento surpreendente causou reação "hilária, honesta e histérica" entre os fãs de Beyoncé, e "choque" entre outros músicos. De acordo com dados fornecidos pelo Twitter, o lançamento gerou mais de 1,2 milhão de tweets em 12 horas.

## Artistas

### Atuais
- Beyoncé
- The Carters
- Chloe x Halle
  - Chlöe
  - Halle

### Ex-artistas
- Ingrid Burley
- Sophie Beem

## Discografia

### Beyoncé
- 4 (2011)
- Beyoncé (2013)
- Beyoncé: Platinum Edition (2014)
- Lemonade (2016)
- Homecoming: The Live Album (2019)
- The Lion King: The Gift (2019)
- The Lion King: The Gift (Deluxe) (2020)
- Renaissance (2022)

### Chloe x Halle
- Sugar Symphony (2016)
- The Two of Us (2017)
- The Kids Are Alright
- Ungodly Hour (2020)
- Ungodly Hour (Chrome Edition) (2021)

### The Carters
- Everything is Love (2018)

### Chlöe
- In Pieces (2023)

### Sophie Beem
- Sophie Beem (2016)

### Ingrid Burley
- Trill Feels (2016)

## Filmografia

### Filmes
| Título                         | Data de lançamento    | Notas                        | Orçamento     | Faturamento           |
| ------------------------------ | --------------------- | ---------------------------- | ------------- | --------------------- |
| Cadillac Records               | 5 de dezembro de 2008 | Parceria com Sony Music Film | US$12 milhões | US$20.030.544 milhões |
| Black Is King                  | 31 de julho de 2020   |                              |               |                       |
| Renaissance: A Film by Beyoncé | 1 de dezembro de 2023 |                              |               | US$44 milhões         |

### Especiais de televisão
| Título                          | Data de lançamento      | Notas                                                                           |
| ------------------------------- | ----------------------- | ------------------------------------------------------------------------------- |
| I Am... World Tour              | 25 de novembro de 2010  | Originalmente exibido no canal americano ABC                                    |
| Beyoncé: Year of 4              | 3 de julho de 2011      | Originalmente exibido no canal americano MTV.                                   |
| Live at Roseland: Elements of 4 | 25 de dezembro de 2011  | Originalmente exibido no canal britânico 4Music.                                |
| A Night with Beyoncé            | 4 de dezembro de 2011   | Originalmente exibido no canal britânico ITV.                                   |
| Beyoncé: Life Is But a Dream    | 16 de fevereiro de 2013 | Originalmente exibido pelo canal americano HBO                                  |
| Beyoncé: X10                    | 29 de junho de 2014     | Originalmente exibido pelo canal americano HBO                                  |
| Lemonade                        | 23 de abril de 2016     | Originalmente publicado pelo serviço de streaming HBO Max                       |
| Homecoming: A Film by Beyoncé   | 17 de abril de 2019     | Originalmente publicado pelo serviço de streaming Netflix                       |
| The Lion King: The Gift         | 15 de setembro de 2019  | Originalmente publicado pelo serviço de streaming Disney+                       |
| Beyoncé Bowl                    | 25 de dezembro de 2024  | Originalmente transmitido ao vivo e publicado pelo serviço de streaming Netflix |

### Vídeos musicais
| Título                   | Data de lançamento     |
| ------------------------ | ---------------------- |
| "Run the World (Girls)"  | 18 de maio de 2011     |
| "Best Thing I Never Had" | 7 de julho de 2011     |
| "1+1"                    | 26 de agosto de 2011   |
| "Countdown"              | 6 de outubro de 2011   |
| "Love on Top"            | 16 de outubro de 2011  |
| "Party"                  | 25 de outubro de 2011  |
| "Dance for You"          | 29 de novembro de 2011 |